# 查耳酮
查耳酮（Chalcone）是一种α,β-不饱和羰基化合物的芳香酮，可作为各种重要的生物化合物的核心，统称为查耳酮类化合物。亚苄基苯乙酮是查耳酮系列的骨架。查耳酮的别称有苯基苯乙烯酮、亚苄基苯乙酮、β-苯基烯丙酰苯、ɣ氧代-α,ɣ二苯基-α-丙烯和α-苯基-β-乙烯基苯甲酰。

## 物理性质
查耳酮类化合物具有两个紫外-可见吸收峰，分别位于波长 280 nm 和 340 nm 处。

## 化学反应

### 合成
查耳酮可以在氢氧化钠催化下由苯甲醛与苯乙酮的羟醛缩合反应来制备。
研究已发现，该反应在无任何溶剂存在下也能够进行，是一个固体反应。苯甲醛衍生物和苯乙酮的反应已成为本科化学教育中绿色化学的一部分。在一项绿色化学的研究中发现，查耳酮也可以在高温水（200－350 °C）中由相同的起始物合成。
另外，查耳酮衍生物是由哌啶介导缩合来合成，以避免多重缩合、聚合和重排等副反应。

### 其他反应
一个例子是查耳酮用氢化三丁基锡进行羰基还原：
学界也已研究出该反应的不对称情况的处理。

## 引用和注释
1. ↑  Merck Index, 11th Edition, 2028.
2. ↑  Photochemistry of chalcone and the application of chalcone-derivatives in photo-alignment layer of liquid crystal display. Dong-mee Song, Kyoung-hoon Jung, Ji-hye Moon and Dong-myung Shin, Optical Materials, 2002, volume 21, pages 667–671, doi:10.1016/S0925-3467(02)00220-3
3. ↑  Toda, F., et al., J. Chem. Soc. Perkin Trans. I, 1990, 3207.
4. ↑  Palleros, D. R., J. Chem. Educ., 81, 1345 (2004).
5. ↑  Comisar, C. M. and Savage, P. E. Green Chem., 6 (2004), 227 - 231. doi:10.1039/b314622g
6. ↑  P Venkatesan and S Sumathi, "Piperidine Mediated Synthesis of N-Heterocyclic Chalcones and Their Antibacterial Activity", J. Heterocyclic Chem. （页面存档备份，存于）, 47, 81 (2010).
7. ↑  Leusink, A.J.; Noltes, J.G. . Tetrahedron Letters. 1966, 7 (20): 2221. doi:10.1016/S0040-4039(00)72405-1.
8. ↑  Moritani, Yasunori; Appella, Daniel H.; Jurkauskas, Valdas; Buchwald, Stephen L. . Journal of the American Chemical Society. 2000, 122 (28): 6797. doi:10.1021/ja0009525.